# Aethomys
Aethomys es un género de roedores miomorfos de la familia Muridae. Son endémicos del África subsahariana.

## Especies
Se reconocen las siguientes:
- Aethomys bocagei (Thomas, 1904)
- Aethomys chrysophilus (de Winton, 1897)
- Aethomys hindei (Thomas, 1902)
- Aethomys ineptus (Thomas e Wroughton, 1908)
- Aethomys kaiseri (Noack, 1887)
- Aethomys nyikae (Thomas, 1897)
- Aethomys silindensis Roberts, 1938
- Aethomys stannarius Thomas, 1913
- Aethomys thomasi (de Winton, 1897)